# Roskva

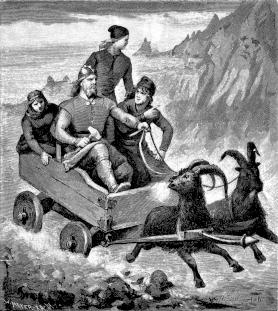
Thor dans son chariot (1893).

Roskva est, dans la mythologie nordique, une fille de paysan qui a pour frère Thialfi. Roskva vient de roskr (« vaillant »). Thor, un jour qu'il était parti avec ses boucs en compagnie de Loki, arriva chez un paysan qui lui offrit un gîte pour la nuit. Il tua ses boucs, les fit cuire et invita la famille du paysan à manger avec lui. Il leur demanda de jeter les os restants sur les peaux de bouc.
Thialfi en brisa un pour atteindre la moelle à l'aide d'un couteau. Le lendemain matin, Thor prit son marteau Mjöllnir et bénit les restes des deux boucs, ils se reconstituèrent et se mirent debout. Un des deux boucs cependant boitait d'une patte.
Thor se raidit sur son marteau et voulut en découdre avec cette famille irrespectueuse. Des cris ne se firent pas attendre et tous les membres de la famille demandèrent grâce à Thor et lui proposèrent de le dédommager. Lorsque Thor fut calmé, il prit les deux enfants (Thialfi et Roskva) en tant que serviteurs.